# San Pablo en Regola (título cardenalicio)
El título cardenalicio de San Pablo en Regola fue creado por el Papa Pío XII el 25 de enero de 1946 en la constitución apostólica Sancti Hadriani Ecclesia, en la que suprimía al mismo tiempo el Titulus de San Adriano en el Foro.

## Titulares
- Giuseppe Fietta, título pro illa vice (15 de diciembre de 1958-1 de octubre de 1960)
- Michael Browne, O.P. (19 de marzo de 1962-3 de marzo de 1971)
- Francesco Monterisi (20 de noviembre de 2010)